# 福州经济技术开发区
福州经济技术开发区于1985年1月经国务院批准设立，是中国首批14个国家级经济技术开发区之一，总面积23平方公里，岸线总长度约为59.8公里。

## 历史
- 1985年1月，国务院批准在马尾设立开发区，福州开发区成为全国首批14个国家级经济技术开发区之一。

- 1992年，福州开发区与马尾行政区实行“两区合一”的行政管理体制。之后，国务院批准在开发区内设立台商投资区、高科技园区、福州保税区，2005年6月批准设立福州出口加工区。

- 2011年，省委、市委作出建设马尾新城的部署，将马尾全境纳入“两组团一廊道”的规划布局，马尾新城是福州新区开放开发的先行区、核心区、示范区。
- 2013年5月，福州市委、市政府出台《关于促进福州经济技术开发区加快发展的意见》，在规划审批、干部人事制度、人才引进、户籍管理、建设用地、财税支持和投融资等方面赋予开发区一系列政策支持。[1]

## 主要产业园区
出口加工区、快安片区、马江园区、长安投资区、琅岐经济区。行政管辖范围包括罗星街道、马尾镇、亭江镇、琅岐镇等。